# هوگو لیل
هوگو لیل (انگلیسی: Hugo Leal؛ زادهٔ ۲۱ مهٔ ۱۹۸۰) بازیکن فوتبال اهل بازیکن سابق فوتبال است که در پست هافبک میانی بازی‌ می‌کرد. او در مجموع ۱۴۸ بازی و ۹ گل در ۱۱ فصل لیگ برتر انگلیس به ثمر رساند.
وی همچنین در تیم‌های ملی فوتبال زیر ۱۵ سال پرتغال، زیر ۱۶ سال پرتغال، زیر ۱۷ سال پرتغال، زیر ۱۸ سال پرتغال، زیر ۲۰ سال پرتغال، زیر ۲۱ سال پرتغال، تیم ملی فوتبال پرتقال بی و تیم ملی فوتبال پرتغال بازی کرده‌است.